# دوايت غوستافسون
دوايت غوستافسون (بالإنجليزية: Dwight Gustafson)‏ هو ملحن أمريكي، ولد في 20 أبريل 1930 في سياتل في الولايات المتحدة، وتوفي في 28 يناير 2014 في غرينفيل في الولايات المتحدة بسبب مرض الكبد.

## وصلات خارجية
- دوايت غوستافسون على موقع IMDb (الإنجليزية)
- دوايت غوستافسون على موقع قاعدة بيانات الفيلم (الإنجليزية)